# La figlia del generale (romanzo)
La figlia del generale è un romanzo giallo del 1993 scritto da Nelson DeMille.
È il primo romanzo con protagonista Paul Brenner.

## Trama
Paul Brenner, veterano della guerra del Vietnam e sottufficiale del CID, viene incaricato da William Kent, suo amico e colonnello della polizia militare, di investigare su di un traffico di armi a Fort Hadley in Georgia. Contemporaneamente, all'interno della base, viene scoperto il cadavere del capitano Elizabeth Campbell, docente di guerra psicologica e figlia del generale Joseph Campbell.
La ragazza viene ritrovata apparentemente vittima di uno stupro, in ragione di questo, Paul viene affiancato dalla collega e sua ex amante Cinthya Sunhill, psicologa dell'esercito, specializzata in casi di violenza sessuale.
Durante la perquisizione della casa di Elizabeth vengono scoperti in una cantina un grande numero di oggetti di tipo sadomasochistico e alcune videocassette, nelle quali la ragazza sottomette alcuni uomini mascherati. Mentre Paul sta portando via le videocassette, viene aggredito alle spalle da un uomo che, dopo averlo tramortito, gliele trafuga. Il prosieguo delle indagini porta alla luce un percorso didattico esemplare da parte di Elizabeth fino al secondo anno di frequenza all'accademia di West Point, momento dal quale il profitto è notevolmente regredito, e si scopre un caso di aggressione da parte di alcuni soldati incappucciati, che tentano di indurla a tacere sull'accaduto.
Dopo l'autopsia i sospetti sembrano cadere sul colonnello Robert Moore, diretto superiore di Elizabeth e suo psicologo, ma qualche giorno dopo, viene ritrovato suicida.
Identificato il capitano Bransford come uno del gruppo di aggressori ai tempi dell'accademia, Cinthya ne riceve conferma dell'aggressione avvenuta sette anni prima ed il sergente Dalbert Elkins, medico legale, riferisce a Paul che una delle impronte rilevate accanto al corpo di Elizabeth appartiene ad uno stivale del colonnello Fowler ed il capitano Bransford, avvocato ed ex amante di Moore, gli chiarisce che le sue impronte digitali trovate sulla piastrina di Elizabeth sono il frutto della richiesta da parte della ragazza di "prepararla" allo stesso modo in cui era stata legata all'accademia, affinché potesse essere vista dal padre nelle stesse condizioni della violenza subita.
Il ritrovamento di Elizabeth legata, viene spiegato a Paul dallo stesso generale, il quale gli rivela lo scopo della ragazza,farlo vergognare per aver messo a tacere lo scandalo della violenza subita da lei anni prima, all'accademia.
Il generale tuttavia si era rifiutato di assecondare la richiesta della figlia e mandò il colonnello Fowler, a liberare Elizabeth dalle corde. Quest'ultimo giunto sul posto l'aveva trovata già morta, sospettando che il padre fosse l'autore dell'omicidio, sottolineando che questi era al corrente dei molti amanti della figlia, tra i quali anche Kent. Solo in quel momento Paul si rende conto di quanto è realmente accaduto, fa ritorno alla base dove Kent si trova in compagnia di Cinthya, dopo averlo indotto alla confessione, Kent rivela il motivo del suo gesto, la sua ossessione per Elizabeth e del rifiuto della ragazza a farsi coinvolgere in una storia d'amore. Kent decide di terminare la sua vita in modo "onorevole" sparandosi.

## Opere derivate
Dal racconto è stato tratto il film La figlia del generale (The General's Daughter) di Simon West 1999.

## Edizioni
- Nelson DeMille, La figlia del generale, traduzione di Maria Teresa Cattaneo.